# Сату-Ноу (Баба-Ана, Прахова)
Сату-Ноу (рум. Satu Nou) — село у повіті Прахова в Румунії. Входить до складу комуни Баба-Ана.
Село розташоване на відстані 67 км на північний схід від Бухареста, 39 км на схід від Плоєшті, 128 км на південний захід від Галаца, 105 км на південний схід від Брашова.

## Населення
За даними перепису населення 2002 року у селі проживали 225 осіб. Усі жителі села рідною мовою назвали румунську.
Національний склад населення села:
| Національність | Кількість осіб | Відсоток |
| -------------- | -------------- | -------- |
| румуни         | 220            | 97,8%    |
| цигани         | 5              | 2,2%     |